# Granatnik M72 LAW

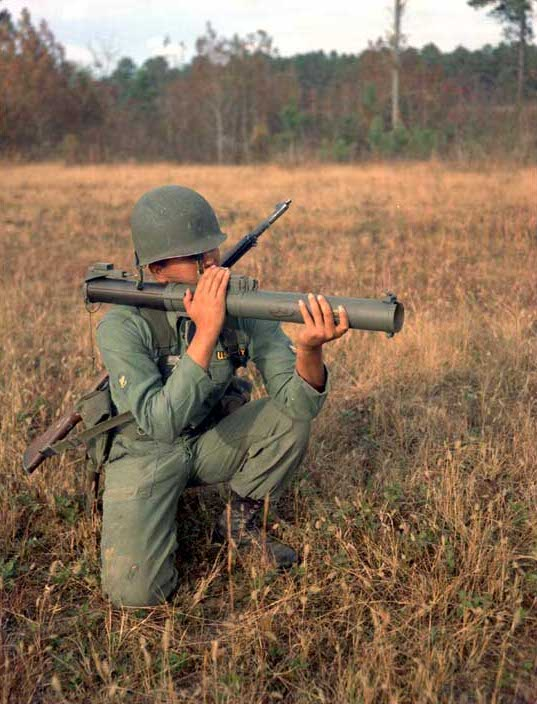
Żołnierz z granatnikiem M72 LAW

M72 LAW (ang. Light Anti-tank Weapon) – amerykański jednostrzałowy granatnik przeciwpancerny, produkowany nieprzerwanie od 1963 roku.
Występuje w odmianach M72A1, M72A2, M72A3 M72-250 i M72 ILAW (Improved LAW). Różnią się one konstrukcją pocisku.
Od końca lat 80. granatniki M72 są stopniowo zastępowane przez nowe M136. Unowocześniona wersja LAW (wyposażona w głowicę odłamkową) jest wciąż używana przez wojska amerykańskie i produkowana w USA, Norwegii oraz Turcji.

## Opis techniczny
Granatnik przeciwpancerny M72 LAW składa się z wyrzutni w postaci dwóch koncentrycznych, rozsuwanych, gładkoprzewodowych, cienkościennych rur o kalibrze 66 mm, będącej jednocześnie zasobnikiem transportowym pocisku (rura zewnętrzna z epitlenków, wewnętrzna z aluminium). Do wyrzutni mocowane są przyrządy celownicze i mechanizm spustowy. W położeniu marszowym broń jest zsunięta, a oba końce wyrzutni zamknięte są pokrywami. Rozsunięcie wyrzutni powoduje napięcie mechanizmu spustowego i rozłożenie przyrządów celowniczych. Po naciśnięciu spustu następuje uruchomienie silnika rakietowego pocisku (silnik kończy pracę przed opuszczeniem wyrzutni).
Kumulacyjna głowica pocisku kalibru 66 mm jest elaborowana oktolem (340 g) i składa się z bojowego ładunku kumulacyjnego, silnika rakietowego, stabilizatora i bezwładnościowego zapalnika piezoelektrycznego o działaniu natychmiastowym.
M72 stał się protoplastą dla innych granatników przeciwpancernych, na przykład czechosłowackiego RPG-75 oraz radzieckich RPG-18 i RPG-26, które mimo podobnych osiągów, różnią się masami i wymiarami.

## Dane taktyczno-techniczne
| Wzór                                                 | M72A2/A3 | M72-750 | M72 ILAW |
| Kaliber (mm)                                         | 66       | 66      | 66       |
| Długość wyrzutni złożonej/rozłożonej (mm)            | 655/893  | 724/942 | 777/938  |
| Masa (kg)                                            | 2,36     | 3,05    | 3,44     |
| Przebijalność(mm)                                    | 300      | 355     | 355      |
| Prędkość początkowa (m/s)                            | 145      | 230     | 230      |
| Zasięg skuteczny do celów ruchomych/nieruchomych (m) | 150/300  | 250/350 | 250/350  |